# П'єр Пібаро
П'єр Пібаро (фр. Pierre Pibarot, 23 липня 1916, Алес — 26 листопада 1981) — французький футболіст, що грав за клуби «Олімпік» (Алес) та «Сошо». По завершенні ігрової кар'єри — тренер. Є батьком сценариста Жака Пібаро.

## Ігрова кар'єра
У футболі дебютував 1934 року виступами за команду «Олімпік» (Алес), в якій провів п'ять сезонів.
1939 року перейшов до клубу «Сошо», за який відіграв 6 сезонів. Завершив професійну кар'єру футболіста виступами за команду «Сошо» у 1945 році.

## Кар'єра тренера
Розпочав тренерську кар'єру відразу ж по завершенні кар'єри гравця, 1945 року, очоливши тренерський штаб клубу «Олімпік» (Алес).
1948 року став головним тренером команди «Нім-Олімпік», тренував команду з Німа сім років.
Згодом протягом 1951–1954 років очолював тренерський штаб національної збірної Франції. У тандемі з Гастоном Барро очолював французьку команду на ЧС-1954 у Швеції. Але його підопічні не вийшли з групи, програвши Югославії (0-1) і вигравши у Мексики (3-2).
1956 року прийняв пропозицію попрацювати у молодіжній збірній Франції, яку залишив у тому ж році.
Протягом тренерської кар'єри також очолював «Расінг» (Париж).
Останнім місцем тренерської роботи був клуб «Нім-Олімпік», головним тренером команди якого П'єр Пібаро був з 1964 по 1968 рік.
Помер 26 листопада 1981 року на 66-му році життя. Його ім'ям названо стадіон в Алесі.